# Congrégation mariale

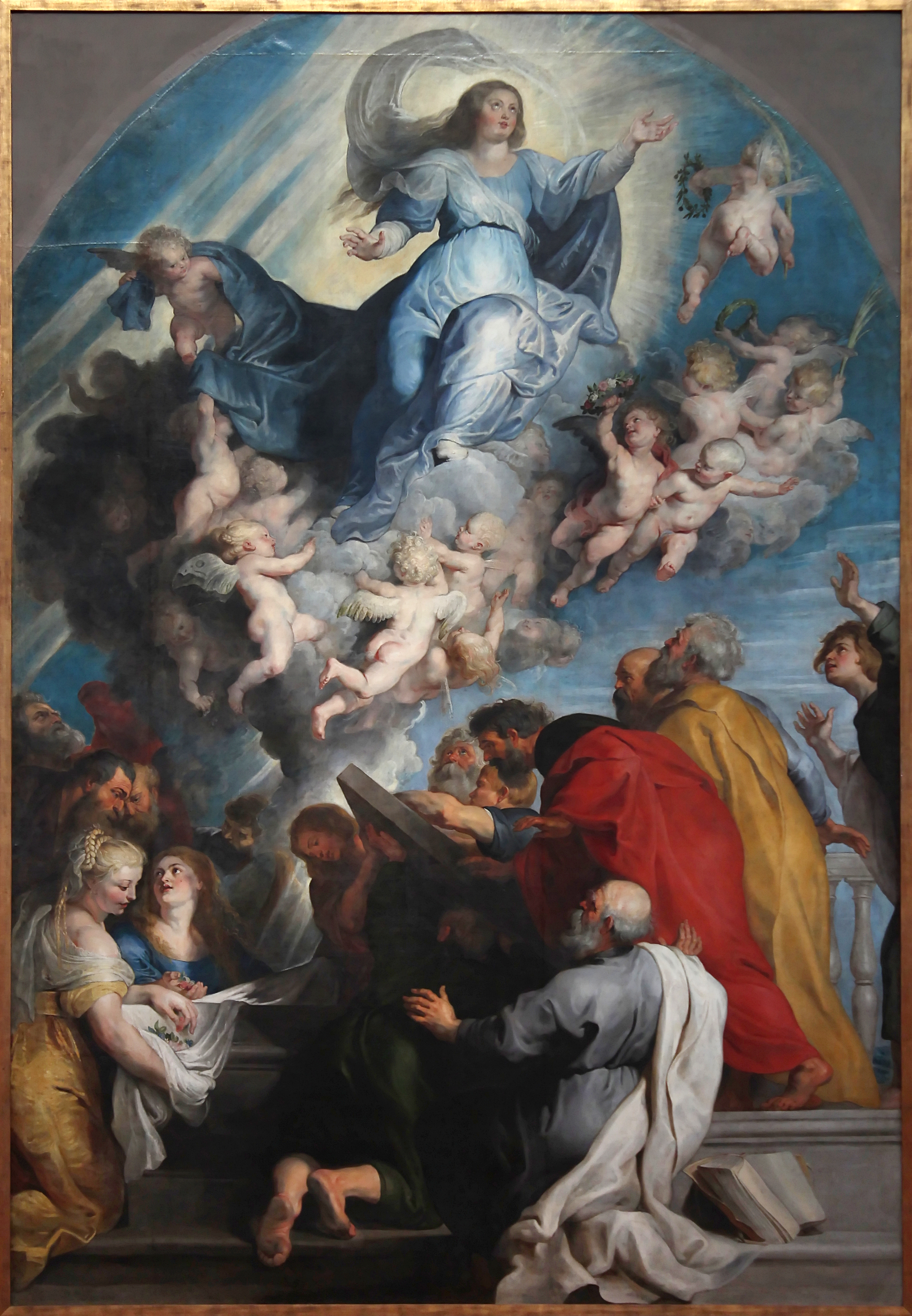
Peter Paul Rubens - L'assomption de la vierge

Une Congrégation mariale (Congregatio mariana) était, dans l'Église catholique, un groupe de laïcs qui se réunissait en association avec la Compagnie de Jésus. Ces congrégations, qui appartenaient à la famille ignatienne, existèrent de la fin du XVIe siècle jusqu'aux années 1960. Changeant de nom après le concile Vatican II les congrégations mariales s'appellent aujourd'hui 'communautés de vie chrétienne'. 

## Histoire

### Des débuts du mouvement congréganiste jusqu'en 1773
Un jésuite belge, Jean Leunis (1532-1584), professeur de latin au Collège romain de 1560 à 1564, avait pris l'habitude de rassembler un groupe de ses étudiants pour les engager à une vie spirituelle plus profonde: prière personnelle, dévotion à la Vierge Marie, vie sacramentelle régulière. Il souhaitait les inciter à des « œuvres de charité » dans la ville de Rome. Le groupe se réunissait régulièrement: le soutien et l'aide mutuelle étaient importants. On peut en trouver les racines dans le groupe de laïcs qu'Ignace de Loyola accompagnait comme directeur spirituel et dans les retraites.
En 1578, Claudio Acquaviva, supérieur général de la Compagnie de Jésus, approuva les règles de cette congrégation. Le mouvement fut officiellement reconnu en 1584 par le pape Grégoire XIII. Dans la bulle pontificale Omnipotens Dei, il invita la congrégation de Rome à en être la Prima Primaria, le modèle auquel d'autres groupes devaient s'affilier. Des congrégations se créèrent alors dans de nombreux collèges jésuites partout en Europe. Elles faisaient partie du programme d'éducation jésuite proposé. Puis, en 1587, le pape Sixte V publia la bulle Superna Dispositione qui conférait au supérieur général de la Compagnie le droit d'adjoindre à la Prima Primaria de nouveaux groupes (hommes, femmes, prêtres) qui n'étaient pas nécessairement issus des collèges jésuites. Cent ans plus tard, 1459 congrégations mariales étaient affiliées à la Prima Primaria du Collège romain.
Au départ, l'entreprise jésuite des congrégations mariales était uniquement destinée aux élèves de leurs collèges. Après les premières créations aux environs de 1560, les congrégations s’ouvrent aux membres laïcs afin d’affirmer et d’exercer quotidiennement leur dévotion. Ainsi, les membres défilent lors de processions dans les cités pour proclamer la souveraineté de la Vierge ou pour avouer leurs péchés. Les pratiques religieuses oscillent perpétuellement entre un ascétisme rigoriste, voire une mortification corporelle, et une pratique constante de la charité. De plus, ils effectuent ponctuellement des visites pastorales dans leur ville ou dans les campagnes proches. Il s’agit donc de mettre en pratique le « slogan » de saint Ignace de Loyola : « Réformer le monde ».
Les congrégations mariales cherchent aussi à représenter en quelque sorte le monde. Même s’il est vrai que des confraternités spécifiques sont créées pour chaque ordre ou chaque milieu socioprofessionnel et que les dévots sont marqués par un conservatisme social, les congrégations se veulent à l’image de la société. C’est cette caractéristique qui rend sans doute légitime l’étude de ces dernières afin de rendre compte de l'imprégnation des populations laïques par les édits du Concile de Trente.
Il n’est pas anodin de constater que les congrégations mariales cherchent un appui auprès des autorités, des puissants du monde européen. D’ailleurs, cette recherche de reconnaissance politique aura d’importantes conséquences sur les pouvoirs monarchiques du XVIIe siècle. Encouragé par les  Wittelsbach et les  Habsbourg, installé avec triomphe dans des villes telles qu’Anvers, Naples, Munich ou Cologne, le mouvement congréganiste piloté par les Jésuites reçoit un accueil plus mitigé en France où le roi, s’il entend détenir le pouvoir de Dieu, n’entend pas le détenir de l’Église. Cela n’empêchera pas l’enracinement de congrégations dans le paysage religieux français, à Lyon ou à Paris, car toute la force du mouvement et, singulièrement, de l’ordre jésuite est leur importante capacité d’adaptabilité face aux circonstances politiques et aux réalités sociologiques.
Cependant, malgré une rare vitalité durant le XVIIe siècle, les congrégations mariales faiblissent et tendent à disparaître au cours du XVIIIe siècle. Les Congrégations mariales étaient devenues une affaire de prestige personnel où les actions sociales et caritatives étaient symboliques. Le coup de grâce sera porté par l'exécution du bref apostolique Dominus ac Redemptor et la suppression de la Compagnie de Jésus en 1773, mais les bases sont posées pour établir une religion plus intime, porteuses de la future démocratie chrétienne.

### Histoire contemporaine des congrégations mariales
Le renouveau se dessina avec le congrès de 1922, lorsque Wladimir Ledochowski, supérieur général de la Compagnie de Jésus, convoqua les jésuites qui œuvraient avec les Congrégations mariales. Un secrétariat central fut créé. En 1948, le pape Pie XII, dans sa lettre Bis saeculari, donna une mission au mouvement, avec un appel à la réforme, des orientations pour l'avenir et des déclarations sur l'apostolat laïc en général. Cet appel fut suivi d'un second congrès de jésuites venant de 40 pays différents, en 1950. L'année suivante (et en marge du premier Congrès mondial pour l'apostolat des laïcs), se forma une Fédération mondiale des congrégations mariales. De nouveaux statuts furent préparés, recentrant le mouvement sur la spiritualité ignacienne, la prière personnelle, les réunions de groupes et l'engagement apostolique. 
Le concile Vatican II donna un nouvel encouragement, en insistant sur la place centrale des laïcs dans la vie de l'Église. En 1968, le jour de la fête de l'Annonciation, le pape Paul VI confirma les principes généraux de la Fédération mondiale, et les Congrégations mariales devinrent la Communauté de vie chrétienne (CVX).